# دهانه غلامان
دهانه غلامان نامی است که بعدها به بقایای شهری مربوط به دوره هخامنشی 
داده شده است و در سیستان، شهرستان زهک، روستای قلعه نو جای گرفته است. این اثر با نام «خرابه‌های پایتخت قدیم سیستان (دهانه غلامان)» در تاریخ ۲۴ شهریور ۱۳۱۰ با شمارهٔ ثبت ۵۵ به‌عنوان یکی از آثار ملی ایران به ثبت رسیده است.
شهر دهانه غلامان، نام یک محل باستان‌شناختی است که در سیستان و در حدود ۱۰ کیلومتری روستای قلعه نو و حدود ۵۷ کیلومتری شهر زابل قرار گرفته‌است. خرابه‌ها و آثار بناهای این شهر در محوطه‌ای بسیار وسیع روی تراسی به طول تقریبی ۷ تا ۸ کیلومتر واقع شده‌است. کاوشگاه دهنه غلامان در دههٔ ۱۸۶۰ توسط اومبرتو شرراتو از مؤسسهٔ ایتالیایی خاورمیانه و دور کشف شد.
این کاوشگاه ۱۵ کیلومتر درازا و ۸۰ متر پهنا دارد و در دلتای متروکه رود سنارود واقع شده‌است.
در این محوطه تاکنون ۲۷ ساختمان شناسایی شده‌اند که تا مکانی بلند به نام قبر زردشت ادامه دارند.
یکی از دلایل قابل توجّه و با اهمیت این شهر، کمبود یا در حقیقت نبود آثار باستانی از شهرهای دوران هخامنشی است که تا بحال به دست نیامده است، دهانه غلامان تنها شهر کشف شده از دوران هخامنشیان می‌باشد.
این شهر تاریخی تنها مکان باستانی دوران هخامنشی است که حاکمیت کامل ایران را بر نواحی شرقی آن را به خوبی نشان می‌دهد و تنها شهر باستانی این دوران است که مهندسان آن زمان، ابتدا نقشه شهر را کشیده و سپس شهر را احداث کرده‌اند. در اینجا معماری سنتی هخامنشی با معماری بومی سیستان درهم آمیخته است. از طرفی این سایت باستان‌شناسی که در حدود صد هکتار وسعت دارد، کارگاه بزرگی برای پژوهشهای علمی ـ تاریخی خواهد بود.

## شناسه

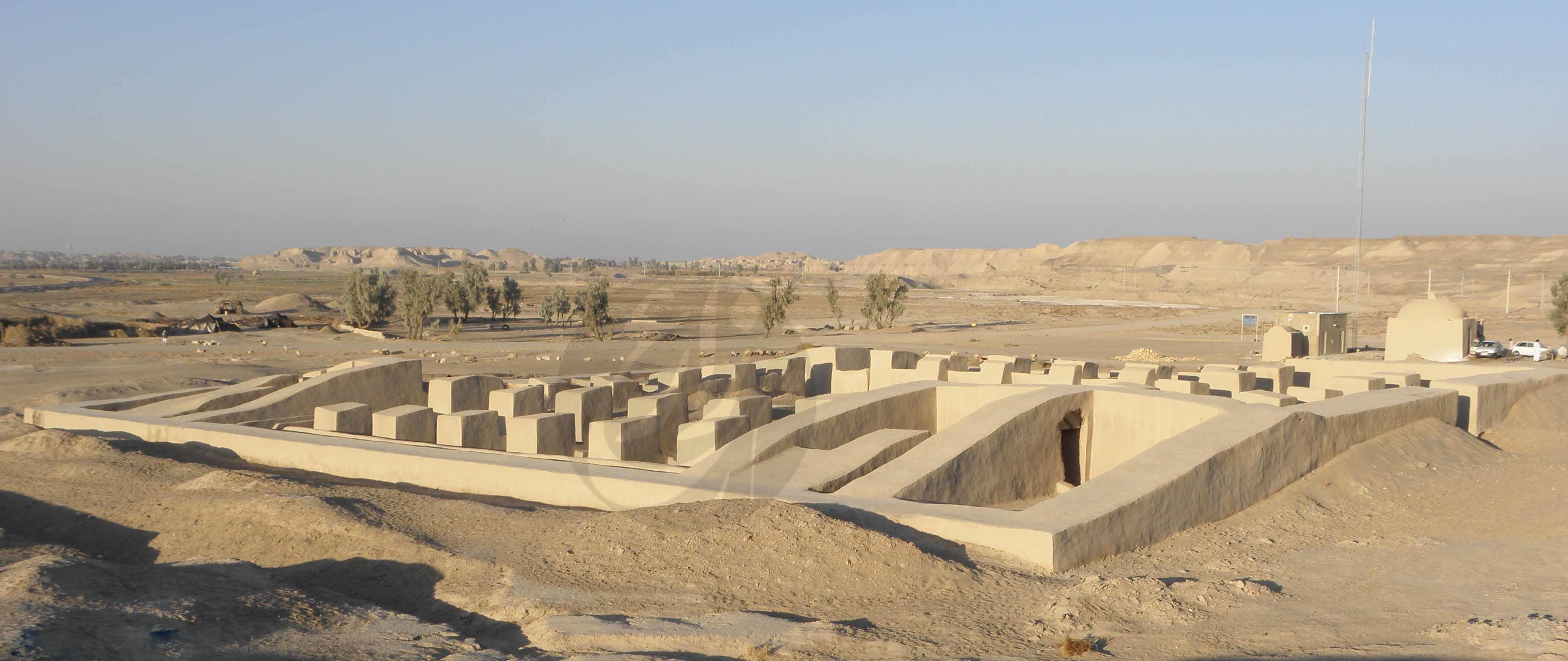
نمایی از دهانه غلامان

دهنه غلامان بازمانده شهری است که روزگاری مرکز اداری-سیاسی ساتراپی (والی‌نشین) زَرَنگ (زرنج) در شاهنشاهی هخامنشی بود.
محل دهنه غلامان در حدود ۴۵ کیلومتری شهر زابل و دو کیلومتری روستای قلعه نو است.
کاوش‌ها نشان می‌دهد که این شهر در بخش شمال غرب خود یک نیایشگاه چهارگوش داشته که چهار برج دیده‌بانی دارد. برای ورود به این سازه تنها یک در، در ضلع جنوبی تعبیه شده‌است. در بخش شمال دهنه غلامان باستان‌شناسان ۱۲۰ اتاق در شمال و شرق و ۱۱۰ اتاق در جنوب، ۱۱ اتاق در جنوب کشف کرده‌اند.
در سال ۱۳۸۶ خورشیدی قرار بود به تصمیم مقامات ایرانی مخزن یک سد در محوطه این کاوشگاه ساخته شود که به نابودی آن می‌انجامید. پیگیری استاندار و مسئولان استان سیستان و بلوچستان به تغییر مسیر سد و دور شدن حدود ۲۵۰ متری آن از حریم دهانه غلامان انجامید و بدین ترتیب این کاوشگاه از نابودی نجات یافت.
خرابه‌ها و آثار بناهای این شهر در محوطه‌ای به طول تقریبی ۴ تا ۵ کیلومتر واقع شده‌است. این شهر را باستان شناسان ایتالیایی در سال ۱۹۶۰ میلادی کشف و از سال ۱۹۶۲ تا ۱۹۶۵ میلادی این محل را حفاری کردند.
دهانه غلامان دارای ساختمان‌های بزرگ عمومی، معبد، محله‌های مسکونی، خیابان، آبراهه، محله‌های نظامی و صنعتی می‌باشد.
این شهر تنها مکان باستانی دوران هخامنشیان است که حاکمیت ایران را بر نواحی شرقی به خوبی نشان می‌دهد.

## نام واقعی
نام باستانی شهر با قطعیت کامل معلوم و مشخص نیست اما پژوهشهای انجام شده نشان داده اینجا حداقل برای مدت کوتاهی مرکز سیاسی اداری و اجتماعی و یا به سخن دیگر پایتخت در انگیانا و یا در انجای هخامنشی بوده و منطبق با زرنگای هخامنشی و زرین مورخانی چون کتزیاس و ایزی‌دور خاراکسی می‌باشد. در کتیبه‌های هخامنشی، بیستون، تخت جمشید و نقش رستم از این شهر به نام «زرک» یا «زرنکای» یاد شده‌است.

## معماری

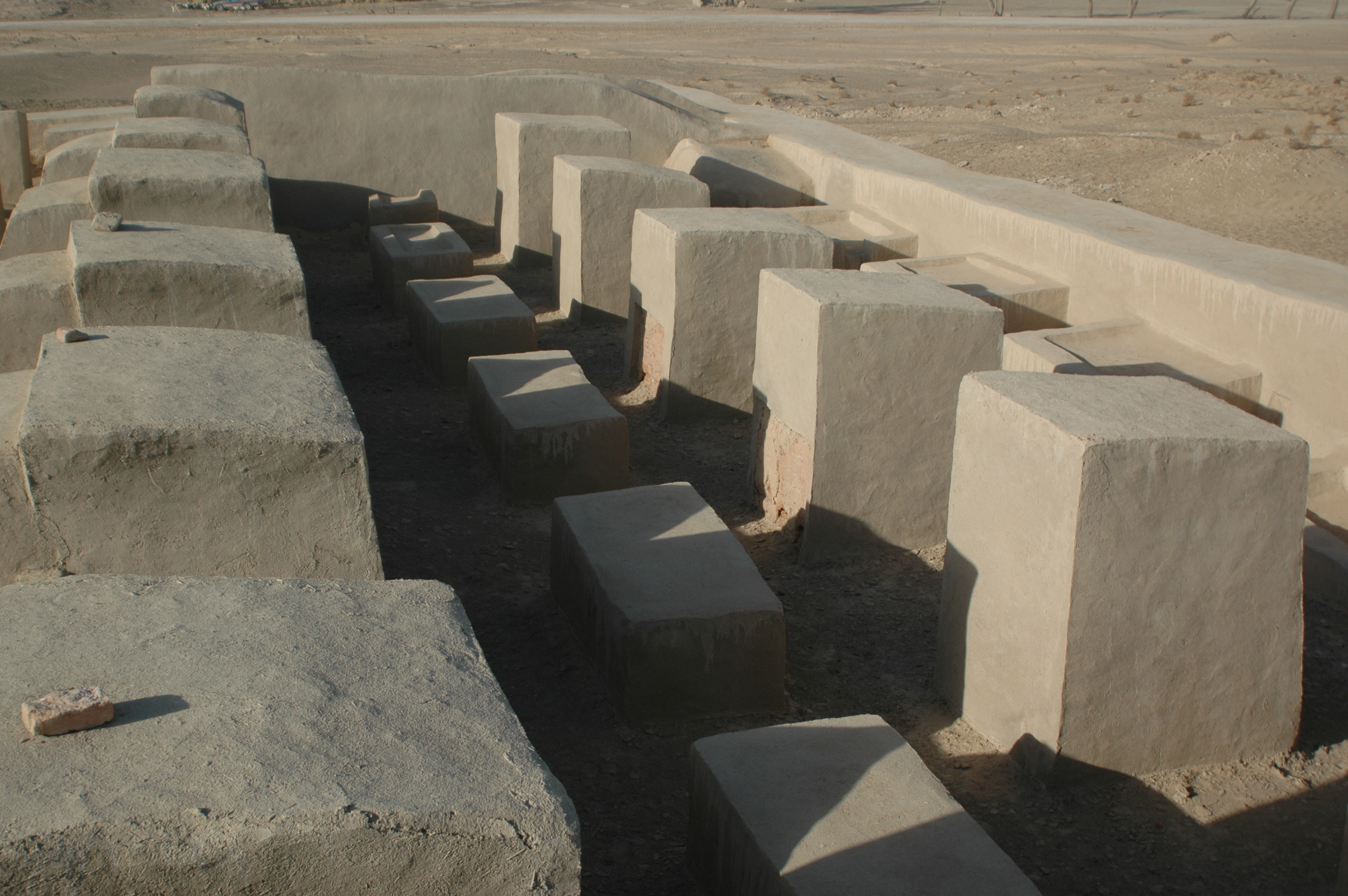

با توجه به وزش بادهای معروف ۱۲۰ روزه سیستان که همواره از شمال غرب به جنوب شرق می‌وزد. درهای ورودی کلیه خانه‌ها ی این شهر در ضلع جنوبی ساختمان قرار دارد.
از خصوصیات دیگر دهانه غلامان نبود آثار برج و بارو و دیوارهای دفاعی است که در حقیقت فقدان قلعه، دیوار دفاعی، برجهای تدافعی و دروازه را می‌توان نوعی ثبات اقتصادی و رونق سیاسی هخامنشیان در ایران بیان کرد که وجود عوامل دفاعی ضروری نمی‌ساخته است در حالیکه در بیشتر محوطه‌های دیگر که مربوط به هزاره اوّل پیش از میلاد می‌باشد این استحکامات نظامی و دفاعی وجود داشته‌است.
محوطه صنعتی شهر دهانه غلامان که در بخش وسیعی در اطراف چاله‌های چاه نیمه امروزی قرار گرفته، خارج از محله‌های مسکونی و شهری آن واقع شده بود به‌طوری‌که جدایی محله ویژه صنعتگران در سیستان سنتی سابقه دار بوده که در زمان‌های بسیار دورتر در شهر سوخته نیز وجود داشته‌است. در طی کاوشهای باستان‌شناسی مشخص شد که دهان غلامان واجد کلیه شرایط لازم برای زندگی شهری بوده‌است‌.
باستان شناسان، یکی از عوامل اصلی متروک شدن این شهر را، خشک شدن ناگهانی بستر رودخانه هیرمند می‌دانند.

## نگارخانه

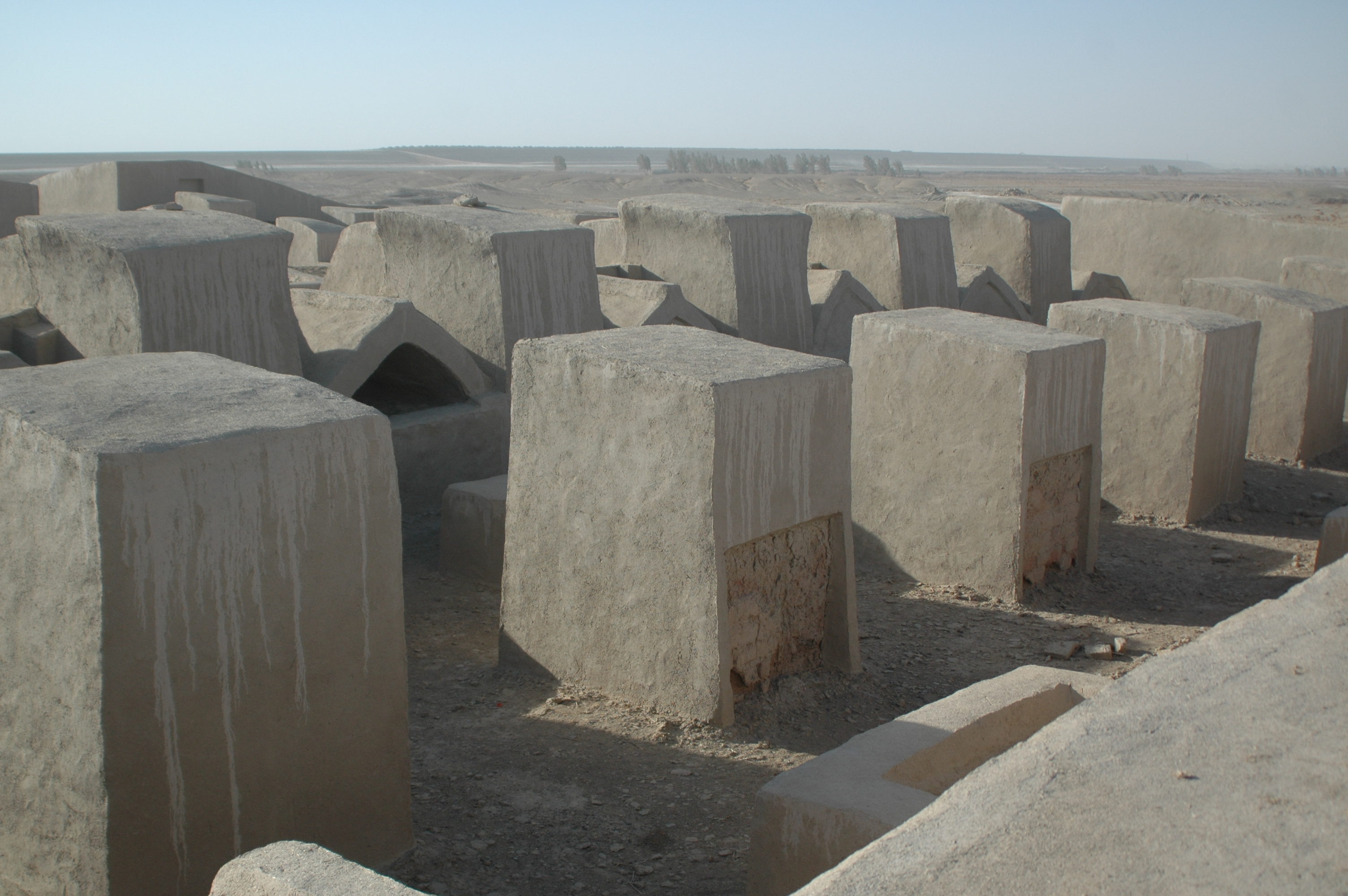
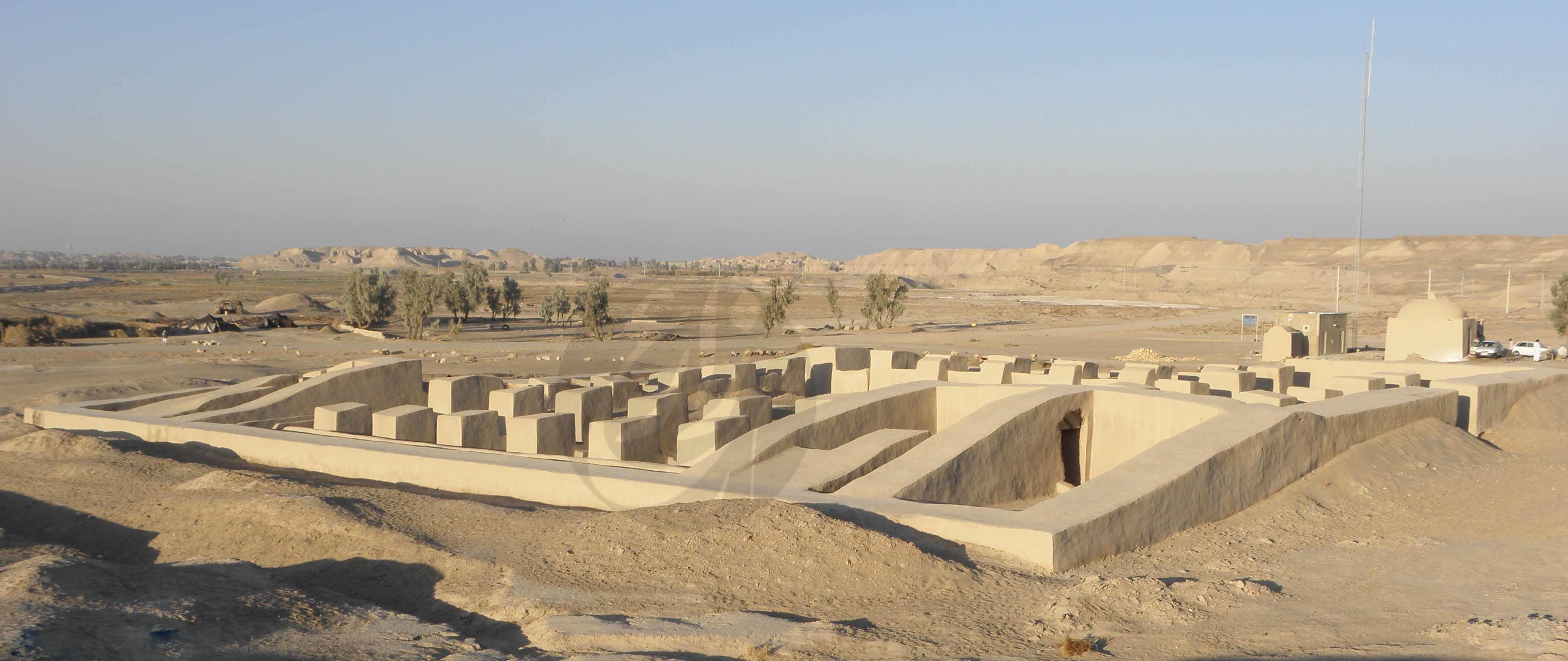
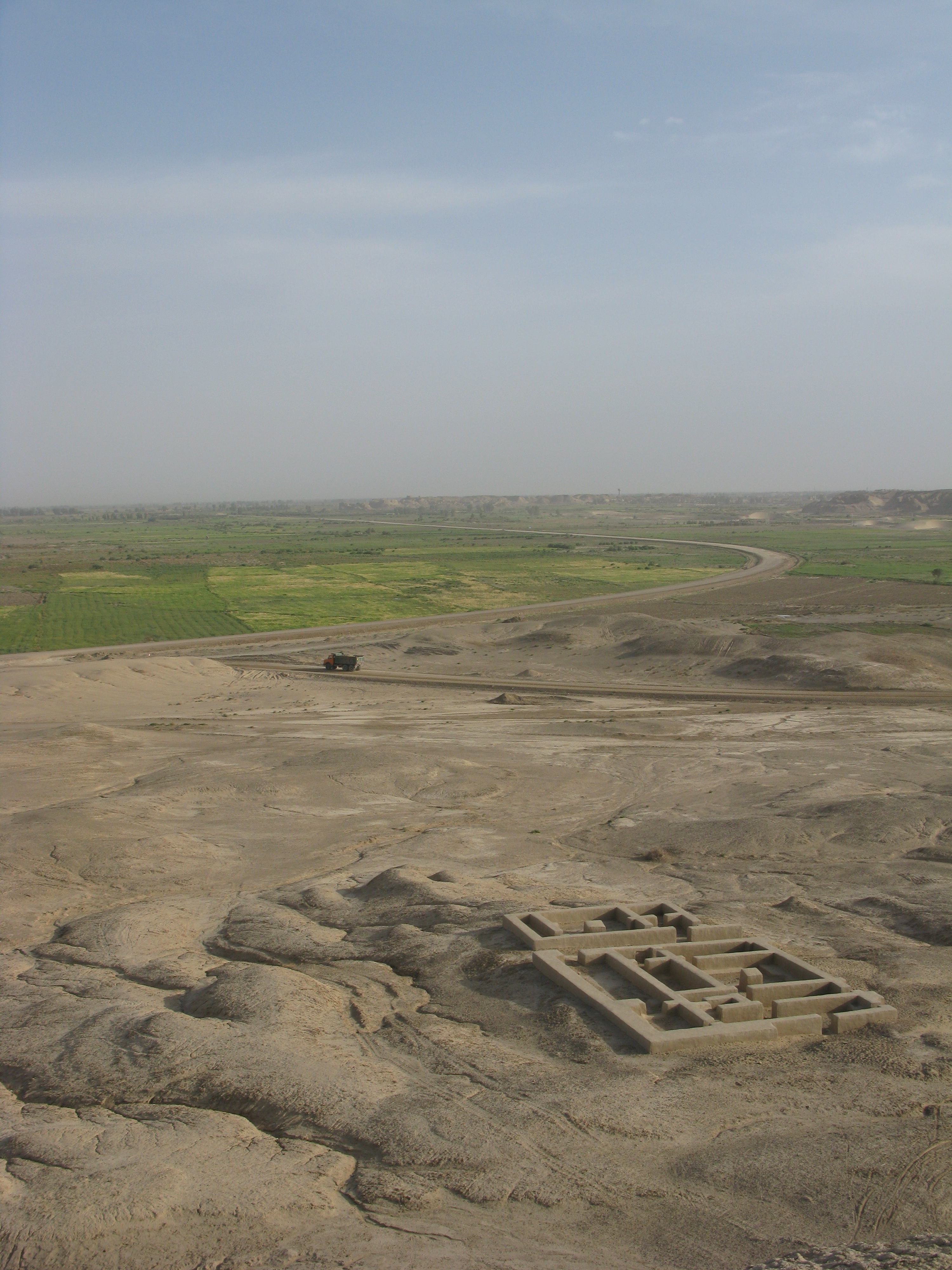
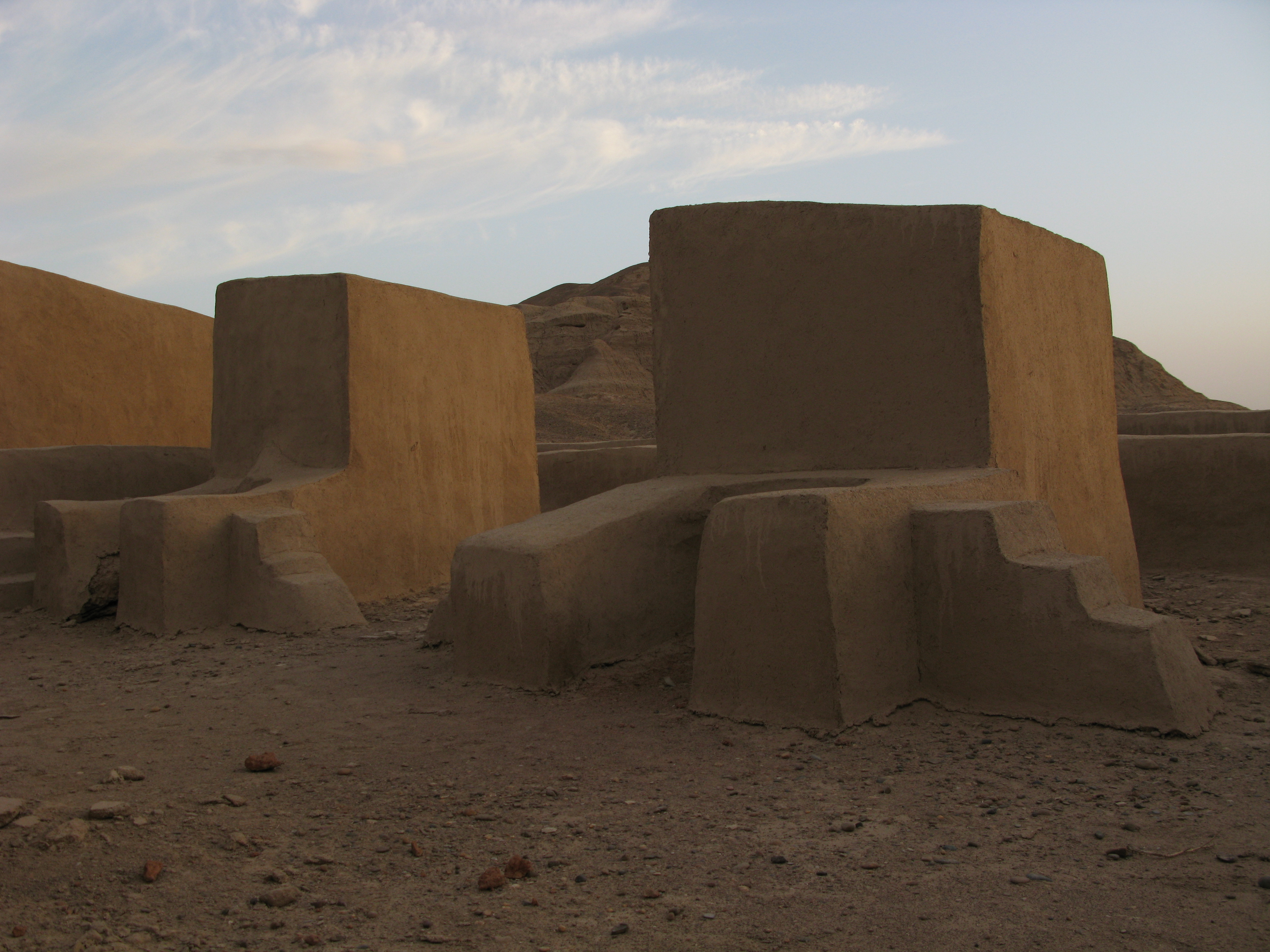
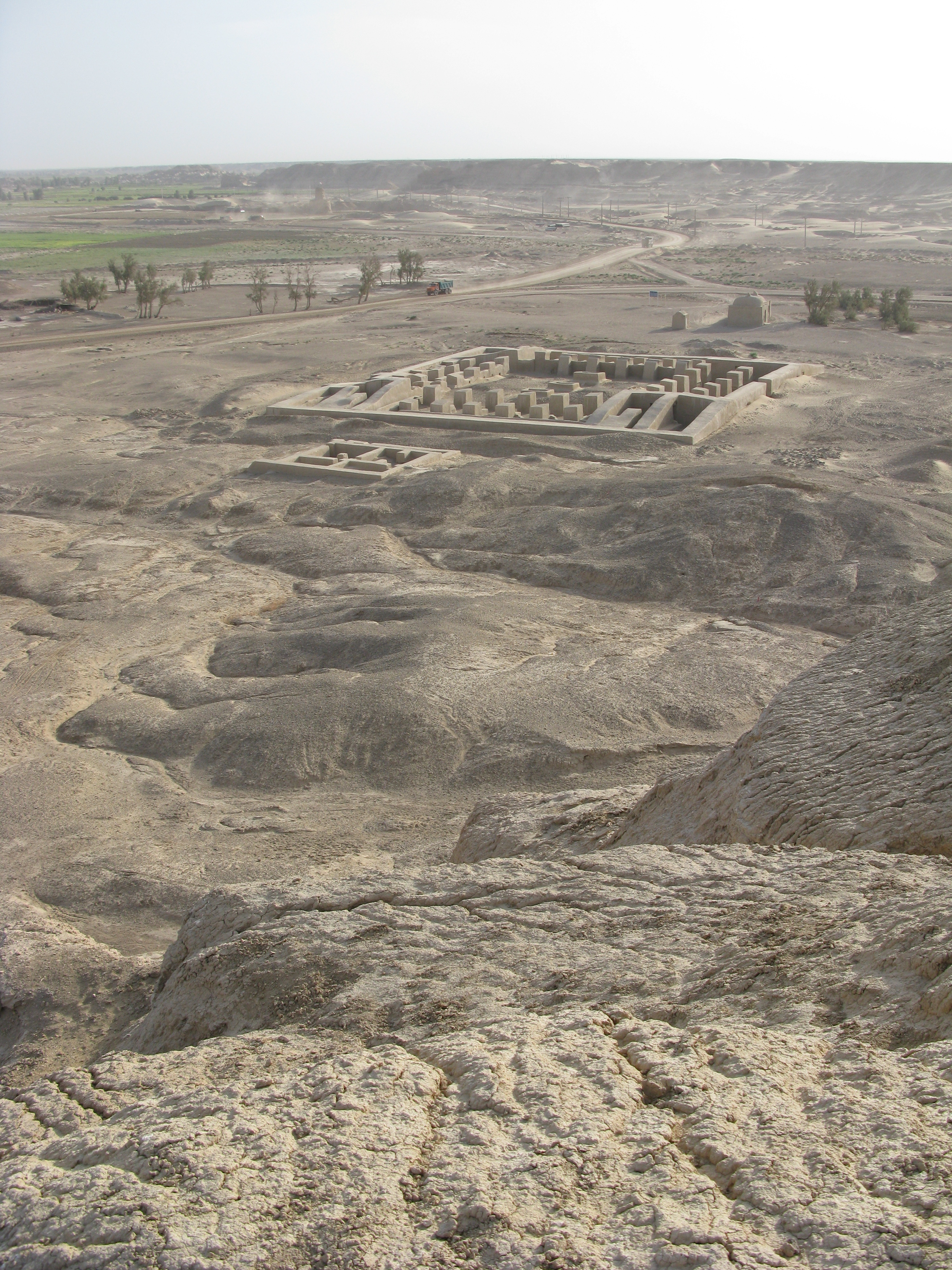